# Чанпалов, Василий Павлович
Василий Павлович Чанпалов (1901, Уральск — 1957, Рига) — советский офицер, полковник, в годы Великой Отечественной войны командир 312-й ночной бомбардировочной Знаменской ордена Суворова авиационной дивизии.

## Биография
Родился 20 декабря 1901 года в городе Уральске в семье старообрядцев. Отец — Павел Матвеевич Чанпалов, работал заведующим складом на железной дороге (умер в 1920 году). Мать — домашняя хозяйка (умерла в 1919 году).
Окончил начальное училище в 1911 году, работал в качестве счетовода, а также письмоводителя до 1919 года.
Вступил в ВКП(б) в 1933 году.
Окончил 1-ю военную школу лётчиков имени А. Ф. Мясникова.
Руководил формированием учебного центра по подготовке командиров запаса ВВС Красной армии в 1938 году в городе Ржеве.

## Великая Отечественная война
Воевал в авиации. Участвовал в Ясско-Кишинёвской операции, Будапештской операции, освобождении Кировограда, Братиславы и других городов.
С 17 августа 1944 года по 9 мая 1945 года в должности командира 312-й ночной бомбардировочной Знаменской ордена Суворова авиационной дивизии.
Неоднократно упоминался в благодарностях Верховного Главнокомандующего И. В. Сталина.

## Послевоенное время
В 1946 году уволен в отставку по болезни, после чего прибыл в Омск по месту эвакуации семьи. Поступил на работу начальником Межобластного управления курортов, санаториев и домов отдыха ВЦПС. В 1949 году уволился по собственному желанию в связи с переездом в город Рига по рекомендации врачей. В Риге работал директором Дома отдыха Академии Медицинских наук СССР.
Похоронен на кладбище Райниса в Риге.

## Боевые награды
- Орден Ленина (1945 год)
- 2 ордена Красного Знамени (1944 год)
- Орден Отечественной Войны I степни (1944 год)
- Орден Богдана Хмельницкого II степени (1945 год)
- Орден Красной Звезды (1943 год)
- Медаль «XX лет Рабоче-Крестьянской Красной Армии»
- Медаль «За оборону Сталинграда» (1946 год)
- Медаль «За взятие Будапешта» (1946 год)
- Медаль «За взятие Вены» (1946 год)
- Медаль «За победу над Германией» (1945 год)

Почётный гражданин города Братиславы (Чехословакия)